# Virus SFTS
Virus SFTS či SFTSV (z angličtiny, zkratka celého názvu Severe Fever with Thrombocytopenia Syndrome virus) je extrémně nebezpečný virus napadající myši, ježky, jaky, kočky a další savce. Jedná se o druh Dabie bandavirus z čeledi Phenuiviridae. Virus je přenášen klíšťaty a vyvolává velmi nebezpečnou nemoc SFTS. Vyvinul se pravděpodobně mezi roky 1918 a 1995 ve středočínském pohoří Ta-pie-šan a poprvé byl objeven a izolován v roce 2009 právě v Číně, odkud se rozšířil i do Koreji a Japonska. Smrtnost mezi lidmi na nemoc SFTS je až 30 procent, jen v Japonsku se virem nakazí až 60 lidí ročně.